# 余纪一
余纪一（1911年11月24日—2010年10月9日），又名余庆瑞、余征夫，男，安徽黟县人，中华人民共和国政治人物，曾任浙江省政协副主席，浙江省人大常委会副主任，第三、四、五届全国政协委员。